# Leptotyphlops dissimilis
Leptotyphlops dissimilis är en kräldjursart som beskrevs av  Bocage 1886. Leptotyphlops dissimilis ingår i släktet Leptotyphlops och familjen Leptotyphlopidae. Inga underarter finns listade i Catalogue of Life.